# Dru Joyce
Dru Joyce III (Akron, Ohio, 29 de enero de 1985) es un exjugador y entrenador de baloncesto estadounidense. Con 1,85 metros de estatura, jugaba en la posición de base. Desde 2024 dirige a la Universidad Duquesne de la División I de la NCAA.

## Trayectoria deportiva

### Instituto
Fue compañero de instituto en St. Vincent-St. Mary High School de LeBron James y Romeo Travis. El padre de Dru era el entrenador de este equipo.

### Universidad
Jugó cuatro temporadas con los Zips de la Universidad de Akron, en las que promedió 8,5 puntos, 2,3 rebotes y 4,1 asistencias por partido. En su última temporada fue incluido en el segundo mejor quinteto de la Mid-American Conference.

### Profesional
Tras no ser elegido en el Draft de la NBA de 2007, fichó por el ratiopharm Ulm de la Basketball Bundesliga, donde en su primera temporada promedió 9,5 puntos y 4,4 asistencias por partido, y en la segunda, ya jugando como titular indiscutible, promedió 10,1 puntos y 4,6 asistencias.
En 2009 dejó el equipo para fichar por el Anwil Włocławek polaco, donde jugó una temporada en la que promedió 7,5 puntos y 3,4 asistencias por encuentro. La pretemporada siguiente la realizó con el Energa Czarni Slupsk, pero regresó al Anwil en noviembre, para volver a dejar el equipo para volver a Alemania y fichar por el TBB Trier, donde en su primera temporada promedió 13,1 puntos y 5,5 asistencias por partido, por lo que se ganó extender su contrato una temporada más, en la que sus estadísticas bajaron a los 11,6 puntos y 4,4 asistencias por encuentro.
En junio de 2012 firmó con el también equipo alemán del EWE Baskets Oldenburg, donde en su primera temporada promedió 7,6 puntos y 3,9 asistencias por partido, que le valieron para renovar por una temporada más, en la que mejoró hasta los 8,0 puntos y 3,9 asistencias por encuentro.
En el verano de 2014 se especuló con su fichaje por el BG Goettingen, aunque finalmente firmó con el Basketball Löwen Braunschweig. Completó una temporada como titular, en la sque sus números mejoraron hasta los 12,3 puntos y 6,0 asistencias por partido.
En junio de 2015 firmó por el también conjunto alemán del s.Oliver Würzburg, donde completó su octava temporada en la liga alemana promediando 11,3 puntos y 6,9 asistencias por partido.
En julio de 2016 cambió de aires al fichar por el equipo bielorruso del BC Tsmoki-Minsk, con el que, en la VTB United League promedió 14,2 puntos y 6,4 asistencias en los 18 partidos que disputó. En marzo de 2017, ya con 32 años, dejó el equipo para regresar a la liga alemana, a las filas del Bayern de Múnich.

### Entrenador
Tras retirarse en 2019, comenzó su carrera de entrenador como asistente en los Cleveland State Vikings de la División I de la NCAA.
Tras tres años en Cleveland, en 2022, firmó como asistente de los Dukes de la universidad Duquesne.
En 2024 asciende a entrenador principal de los Dukes.